# 13365 Тендзін'яма
13365 Тендзі́н'я́ма (13365 Tenzinyama) — астероїд головного поясу, відкритий 26 жовтня 1998 року.
Тіссеранів параметр щодо Юпітера — 3,218.
Названо на честь гори Тендзін'яма (яп. てんじんやま(天神山) тендзін'яма).